# President van Turkmenistan
De president van Turkmenistan, officieel de president en voorzitter van het kabinet van ministers van Turkmenistan, is het staatshoofd en regeringsleider van Turkmenistan. Daarnaast is de president ook de opperbevelhebber van de strijdkrachten en staat hij aan het hoofd van de Staatsveiligheidsraad.
Serdar Berdimuhamedow is de huidige president van Turkmenistan, de derde in de geschiedenis van het land sinds het onafhankelijk werd met de ontbinding van de Sovjet-Unie in 1991. Hij volgde zijn vader, Gurbanguly Berdimuhamedow, op toen deze in 2022 aftrad na een regeerperiode van 15 jaar, de eerste president die dat deed. Bij de verkiezingen van 2022 kreeg Berdimuhamedow 72,97% van de stemmen, tegen negen andere kandidaten. 
Het land heeft in 2016 hervormingen doorgevoerd, waardoor de termijnlimieten voor het presidentschap zijn opgeheven en de vorige leeftijdsvereiste van maximaal 70 jaar is geschrapt, en de termijn is verlengd van vijf naar zeven jaar. 

## Vereisten voor presidenten, ontslag uit het ambt en opvolging
Vereisten voor kandidaten voor het presidentschap van Turkmenistan zijn onder meer:
- Moet geboren zijn in Turkmenistan
- Moet vloeiend Turkmeens spreken
- Moet minimaal 40 jaar oud zijn
- Moet de afgelopen 15 opeenvolgende jaren in Turkmenistan hebben gewoond
- Moet een baan hebben

De bevoegdheden van de president van Turkmenistan kunnen worden beëindigd in overeenstemming met artikel 57 van de Turkmeense grondwet in het geval van:
- Door ziekte niet in staat zijn of haar taken uit te voeren
- Schending van de grondwet en openbare wetten
- Een motie van wantrouwen tegen de president

Indien de president uit zijn ambt wordt ontheven en in geval van overlijden of aftreden, wordt de voorzitter van de Algemene Vergadering wettelijk aangesteld als waarnemend president, waarbij uiterlijk 60 dagen na het feit verkiezingen worden gehouden. 
Dit is nooit gebeurd; in 2006, toen de enige presidentiële vacature van Turkmenistan optrad als gevolg van het overlijden van Nyýazow tijdens zijn ambtsperiode, droeg de Staatsveiligheidsraad van Turkmenistan op ad-hocbasis het recht om als president op te treden over aan de eerste vice-voorzitter van het kabinet van ministers . De eis dat een waarnemend president niet het recht heeft om president te worden, werd ook geschrapt.

## Residentie
Het presidentieel paleis van Oguzkhan, gelegen aan het Onafhankelijkheidsplein in Ashgabat, is de hoofdverblijfplaats en werkplek van de president. De verschillende zalen van het paleis worden gebruikt om buitenlandse leiders te ontvangen en presidentiële decreten te ondertekenen. 
Voormalig president Saparmyrat Nyýazow bezat een privéwoning in een officiële residentie in Arshabil, een stad 28 kilometer buiten Ashgabat.

## Vervoer en veiligheid
De president van Turkmenistan gebruikt een speciaal gemaakte Boeing 777-200LR, geschilderd in de nationale kleuren, tijdens internationale en regionale bezoeken. Deze vliegtuigen worden geleverd door Turkmenistan Airlines. 
De president gebruikt een Mercedes-Benz S-Klasse om hem door de hoofdstad te vervoeren. In sommige gevallen wordt het voertuig begeleid door een bereden troep van de strijdkrachten. De president gebruikt ook treinen om zich van de ene plaats naar de andere te verplaatsen.
De presidentiële veiligheidsdienst (Prezidentiniň howpsuzlyk gulugy) is verantwoordelijk voor het waarborgen van de bescherming en veiligheid van de president. Hij is opgericht in november 1990 en is een direct rapporterend orgaan van de president van Turkmenistan. Begin jaren negentig werd de presidentiële veiligheidsdienst verwijderd uit het nationale veiligheidscomité en omgevormd tot een onafhankelijk orgaan. 
Op 23 september 1994 trad de wet van Turkmenistan "Over de operatieve zoekactiviteit" in werking, volgens welke een van de belangrijkste taken van de dienst het waarborgen van de veiligheid van de president van Turkmenistan is. Tijdens staatsbezoeken aan het buitenland stelt de dienst minimaal 10 agenten ter beschikking om de president te beschermen.
De presidentiële veiligheidsdienst bestaat momenteel uit 2.000 werknemers.

## Lijst van presidenten van Turkmenistan
| Nr     | Naam (geboren-overlijden)         | Foto             | Begin presidentschap       | Einde presidentschap          | Ambtsperiode      | Verkozen      | Partij       |
| ------ | --------------------------------- | ---------------- | -------------------------- | ----------------------------- | ----------------- | ------------- | ------------ |
| 1      | Saparmyrat Nyýazow (1940–2006)    |                  | 2 november 1990            | 21 december 2006 (overlijden) | 16 jaar, 49 dagen | 1990          | Communisten  |
| 1      | Saparmyrat Nyýazow (1940–2006)    | 1992             | 2 november 1990            | 21 december 2006 (overlijden) | 16 jaar, 49 dagen | Demokratisch  |              |
| Waarn. | Gurbanguly Berdimuhamedow (1957–) |                  | 21 december 2006           | 14 februari 2007              | 55 dagen          | —             | Demokratisch |
| 2      | Gurbanguly Berdimuhamedow (1957–) | 14 februari 2007 | 19 maart 2022 (afgetreden) | 16 jaren, 37 dagen            | 2007 2012         |               | Demokratisch |
| 2      | Gurbanguly Berdimuhamedow (1957–) | 14 februari 2007 | 19 maart 2022 (afgetreden) | 16 jaren, 37 dagen            | 2017              | Onafhankelijk |              |
| 3      | Serdar Berdimuhamedow (1981–)     |                  | 19 maart 2022              | Huidig                        | 1 jaar, 4 dagen   | 2022          | Demokratisch |